# Genistidium
Genistidium là một chi thực vật có hoa thuộc họ Fabaceae. Nó thuộc phân họ Faboideae.

## Các loài
- Genistidium anfractuosa
- Genistidium cylindrica
- Genistidium dumosum
- Genistidium esmeraldae
- Genistidium glabra
- Genistidium guianensis
- Genistidium nigrocaulis
- Genistidium oxycentron
- Genistidium pulchella
- Genistidium roraimensis
- Genistidium sanariapoana
- Genistidium uncinata